# Viviers-du-Lac
 Viviers-du-Lac  es una población y comuna francesa, en la región de Ródano-Alpes, departamento de Saboya, en el distrito de Chambéry y cantón de Aix-les-Bains-Sud.

## Demografía
| 669 | 711 | 775 | 971 | 1144 | 1491 |
| Para los censos de 1962 a 1999 la población legal corresponde a la población sin duplicidades (Fuente: INSEE [Consultar]) |     |     |     |      |      |